# Superbrothers: Sword & Sworcery EP
Superbrothers: Sword & Sworcery EP — приключенческая инди-игра, разработанная канадской студией Capybara Games. Первоначально Sword & Sworcery была выпущена для устройств iOS, а версия для Windows появилась позже, в магазине Steam. Порты Mac OS X и Linux были включены в выпуск, в Humble Indie Bundle V, то время, как версия для платформы Android была выпущена, как часть четвёртого издания Humble Bundle для Android. Кроме того, был выпущен порт для Nintendo Switch в 2018 году.
Разработка игры Sword & Sworcery стала итогом сотрудничества дизайнера Крейга Адамса, музыканта, диджея Джима Гатри и студии разработчиков Capybara Games из Торонто. Крейг уже задолго до начала разработки увлекался созданием пиксельных артов и общался с Гатри. В какой то момент он поставил перед собой цель создать игру. Sword & Sworcery создавалась, как короткая, но созерцательная игра, обладающая интенсивным игровым процессом. Тогда разработчики сделали ставку на оригинальный художественный стиль игры в ещё тогда зарождающейся индустрии мобильных игр.
Оценки Superbrothers Sword & Sworcery EP можно охарактеризовать в целом, как положительные. Средняя оценка по версии агрегатора Metacritic варьируется от 83 до 86 баллов из 100 возможных в зависимости от платформы. Критики похвалили Sword & Sworcery EP за её художественный стиль, а также своеобразную интерпретацию классических игровых жанров XX века. При этом игра предлагает хорошую историю и увлекательные, но порой абстрактные головоломки.
Игра после выхода стала очень популярной и считается одной из первых образцов мобильной игры, обладающей художественной ценностью. Она также оказала влияние на дальнейшее развитие инди-игр.

## Игровой процесс
В Superbrothers: Sword & Sworcery EP игрок управляет странствующей воительницей из народа скифов. Игра анализирует положение устройства (в мобильной версии игры), позволяя поворачивать мобильное устройство на 90 градусов, чтобы герой вынул свой меч (в ПК версии используется правая кнопка мыши). Игрок нажимает на копку щита или меча, чтобы использовать их. Большинство диалогов осуществляются через мысли, когда игрок получает доступ к «Мегатому» — волшебной книге, позволяющая героине читать мысли персонажей. Скифка также может перемещаться между двумя мирами: настоящим миром и миром грёз. Игрок прыгает с одного измерения в другое, позволяя героине спать, а также для того, чтобы она могла попасть в особые, недоступные места в игре. Если у скифки остаётся слишком мало здоровья после сражения, его можно восстановить, употребляя найденные маленькие красные грибы.

Демонстрация прохождения

Игровой процесс в игре во многом завязан на фазе луны, которая зависит от реальной лунной фазы. Определённые события и способы прохождения возможны только при определённой фазе. Тем не менее фазы можно пропустить, посетив «лунный грот». Это скрытая пещера, доступ к которой открывается после прохождения игры. Начав новую игровую сессию, как оказывается, «девочка» может обучить скифку волшебной песне. После этого, игрок может нажать (пальцем или мышкой в зависимости от платформы) на персонажа и удерживать, чтобы активировать способность. Данная песня может быть использована для того, чтобы найти особых спрайтов и изменять окружающее пространство, чтобы найти тригоны.

### Сюжет
Игра имеет четыре игровые сессии. В первой из них скифка путешествует по сельской местности, недалеко от кавказских гор. Она встречает черноволосую безымянную девушку (Самаэ в версии для Switch), которая пасёт овец, а затем лесоруба по имени Логфелл и собаку по имени Догфелл. Лесоруб, хоть не охотно, но соглашается провести героиню на гору Минги-Тау. Их путь завершается в каньоне, на другой стороне которого находится массивной каменный лик, высеченный в гор, рот которого является входом в пещеру. Попав внутрь пещеры, Скифка достигает своей цели и добывает волшебную книгу, известную как Мегатом. Однако сущность, охраняющая книгу пробуждается и начинает преследовать героиню в пещерах Минги-Тау, которая вынуждена спасаться бегством вплоть до самого дома лесоруба.
В итоге на кавказскую долину насылается проклятие, заставляя без перерыва там идти дождь. Саму героиню преследуют злые духи в виде тени и трёхглазого волка, она должна избавить долину от проклятья. Также она может сама вызывать духов, решая загадки, и изучать мысли других персонажей с помощью Мегатома.

## Создание

### Предпосылки
Разработкой игры занималась Capybara Games, независимая студия разработчиков видеоигр из Торонто, Канада.
Однако предпосылки к созданию игры были заложены ещё тогда независимым дизайнером Крейгом Адамсом, который присоединился к команде в 2009 году и задал основную идею дизайна и художественного стиля игры. Адамс заметил, что фактически история Sword & Sworcery идёт своими корнями ещё в 2003 год, когда дизайнер слушал музыку жанра инди-рок Royal City, Джима Гатри, Карибу и других. Адамс решил послать по почте открытку Джиму Гатри с пиксельными рисунками. В ответ Гатри отправил несколько невыпущенных треков, созданных для игр к оригинальной приставке PlayStation. С тех пор музыкант и дизайнер поддерживали связь и Адамс также создал несколько коротких анимационных роликов для клипов Гатри в пиксельном стиле.
Сам Адамс работал художником в филиале японского разработчика игр Koei (в г. Торонто), а в свободное время занимался пиксельными артами, в том числе и для журналов. В какой то момент, в 2009 году, Адамс захотел создать игру, основанную на его артах и для этого поехал на конференцию разработчиков видео-игр в Сан-Франциско и встретился там с Натаном Веллой, президентом ещё тогда малоизвестной студии разработчиков видеоигр Capybara Games, расположенной по счастливой случайности также в Торонто. Сама студия уже имела большой опыт в разработке, начиная с java-игр для кнопочных телефонов Nokia, она ещё выпустила игру Critter Crunch, одну из самых первых игр на iOS, а также относительно успешную игру Might & Magic: Clash of Heroes для Nintendo DS.
На тот момент инди-игры только становились явлением. На решение создать инди-игру, с акцентом на художественность повлиял также успешный выпуск игры Braid в 2008 году, которая была признана феноменом в игровой индустрии и добилась больших продаж, демонстрируя потенциал для разработки аналогичных игр на платформы Xbox Live Arcade и App Store. Натан Велла также заметил, что во многом команда благодарна своему расположению в Торонто, где в среде разработчиков сохраняется большая творческая свобода, да и в целом, в городе активны множество деятелей современной культуры, и которые образуют широкую сеть общения. Они оказали влияние на дальнейшею разработку игр в Sword & Sworcery. Велла заметил, что если бы их команда располагалась в другом городе, скорее всего бы прогорела уже четыре года назад. Для разработчиков Sword & Sworcery была не просто видеоигрой, а воплощением музыки, интерактивной истории и фотографии, которая была создана в результате объединения разработчиков, художников и легенд инди-рока.

### Разработка
Sword & Sworcery создавалась, как игра с упором на её художественную ценность, а не как коммерческий продукт. Адамс заметил, что тогда индустрия мобильных игр находилась на стадии зарождения, сравнивая её с Диким Западом, когда любая незначительная игра могла оказать колоссальное влияние на её дальнейший ход развития. Адамс чувствовал, что в ней своё место могло найти что-то более увлекательное, «чем простая игра-головоломка, убивающая время». Дизайнер сравнивал свой проект с чистым холстом, «Казалось, что там была жажда». В то время, как Адамс занимался художественным стилем игры, сюжетом и частично дизайном уровней, художественный руководитель Capybara Games, Крис Пётровски возложил на себя ответственность за дизайн уровней, а Джон Маур и Фрэнки Лян занимались техническими аспектами игры. При этом команда сталкивалась с организационными проблемами и композитор Джим Гатри признавался, что временами ход разработки напоминал «полный беспорядок». Также вскоре стало ясно, что на завершение игры потребуются гораздо большие денежные средства, нежели ожидалось и это даже угрожало тому, что проект мог быть сорван. Велла выступал за то, чтобы отказаться в игре от некоторых функций, из-за чего вступал в конфликт с Крисом и Адамсоном, которые хотели воплотить в игре задуманные идеи.

При прописании истории и внутриигровой мифологии, разработчики вдохновлялись историями к Конане Варваре

Адамс в одном из интервью утверждал, что хотел передать вместе с игрой антураж торонтовской музыкальной инди-сцены, описывая её, как «машину», которую затем смогут освоить большее количество людей. Разработчик также ссылался на то, что многие пользователи устройств iOS сами являются меломанами и поэтому поймут и оценят такую игру. В другим интервью дизайнер с сарказмом назвал Sword & Sworcery «результатом смешения трёх классических игр, рок-н-ролла, языческих ритуалов и психоделических наркотиков». Указывая на источники вдохновения, Адамс упоминал в целом игры эпохи Commodore 64, а также такие игры, как Castlevania II: Simon’s Quest, World of Warcraft, Legend of Zelda и настольную игру Dungeons and Dragons. Однако самым главным источником вдохновения для дизайнера послужила история о Конане-Варваре авторства Ирвина Говарда, которая повлияла на стиль игры, а также её мифологию, в частности затрагивание таких тем, как Скифы, года Минги Тау, в том числе и сама главная героиня безымянная скифка. Также при написании истории, Адамс обращался к базовой психологии приключенческого фэнтези Карла Юнга. В итоге разработчик описал сюжет в игре, как частично вдохновлённый варварскими мотивами Конана и созданный по инструкциям Карка Юнга. При создании главной героини, Адамс вдохновлялся образом его старой подруги Джори Болдуин, которая в итоге станет жить вместе с Адамсом, в маленьком доме в лесу, в Квебеке и родит ему дочку в 2014 году.
Команда разрабатывала Sword & Sworcery для планшетных устройств iPad, Велла объяснил такое решение тем, что на тот момент это было очень модное устройство и единственное в своём роде. Тем не менее игра также разрабатывалась для её поддержки устаревшими и слабыми устройствами, например iPhone 3G, хотя и с пониженной частотой кадров. Сам визуальный стиль и игровой процесс в игре, разработчики описывали, как постмодернистский. Игра должна была иметь короткое прохождение, но и предлагать максимально глубокий и интенсивный игровой опыт. Текст в игре должен был быть минимальным и составлять не более 140 символов, концентрируясь больше на элементах повествования через образы и музыку, в данной ситуации разработчики вдохновлялись такими играми, как Ico и Out of This World, где со слов создателей, игры прекрасно справляются с тем, чтобы без слов передать сюжет. Хотя в итоге, в игру вошёл текст, команда заверила, что между ним, в игре по прежнему остаётся «множество пространства для дыхания».

## Анонс и выход
Впервые официальный трейлер к игре был выпущен в феврале 2011 года, а выход версии для iPad состоялся 24 марта 2011 года. Superbrothers: Sword & Sworcery EP выиграла премию на фестивале Independent Games Festival в категории «Mobile Achievement in Art» 2010 года. В апреле 2012 года было объявлено о предстоящем выпуске игры на персональные компьютеры Windows и Mac, её выход состоялся 16 апреля 2012 года.
Хотя изначально разработчики не имели планов выпустить игру на Android, в ноябре 2012 года состоялся официальный анонс Sword & Sworcery с первоначальным выпуском бета-версии в пакете от Humble Bundle для Android четвёртой версии. Выпуск игры состоялся 21 декабря 2012 года в Google Play. 30 ноября 2018 года версия игры была выпущена для портативного устройства Nintendo Switch в онлайн-магазине Nintendo Shop. Данная версия совмещает как и мобильные, так и компьютерные схемы управления, вместе с поддержкой контроллера.

## Музыка

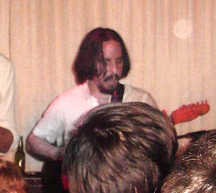
Джин Гатри, композитор саундтрека к игре

Композитором музыкального сопровождения и игре выступает Джим Гатри, который по собственному признанию был низкоквалифицированным инди-рокером с низкой зарплатой, но чьё творчество очень нравилось Крейгу Адамсу ещё за несколько лет до начала разработки Sword & Sworcery. Сначала Гатри сомневался насчёт идеи записать музыку игре, рассматривая игры скорее в рамках узких жанров шутеров и ролевых игр. Участие музыканта в разработке в итоге предопределило его дальнейшею карьеру, до этого он мечтал стать традиционным певцом и автором, выпускающим собственные саундтреки, но после успешного выхода Sword & Sworcery, Гатри занялся написанием саундтреков к фильмам и играм и даже выпустил новый сольный инди-рок-альбом.
Разработчики описывали музыкальные произведения, как странные, но имеющие в игре своё присутствие. Они признались, что музыка Гатри оказала сильное влияние на саму игру и её художественный стиль. Крейг Адамс описывал музыку Гатри, как существующую «саму по себе» и в целом заметил, что разработка игры и написание музыку существовали, как два самостоятельных, но тесно взаимодействующих проекта. В одних ситуациях Гатри при написании музыки вдохновлялся увиденными сценами из игры, иногда же наоборот, разработчики вдохновлялись мелодиями Гатри. При написании мелодий, Гатри вдохновлялся музыкальным жанром из 90-х годов IDM, 8-ми битной музыкой из классических игр, повествовательными элементами из игр The Legend of Zelda и рассказами Роберта Ирвина о варваре Конане
Разработчики вместе с выходом игры планировали выпустить виниловое издание саундтрека к игре под названием Jim Guthrie’s Sword and Sworcery LP: The Ballad of the Space Babies. Помимо цифрового издания, были выпущены ограниченные тиражи виниловых, кассетных, а также CD-изданий.
| - 1. Dark Flute — 02:40 - 2. Lone Star — 02:35 - 3. Doom Sock — 02:35 - 4. The Prettiest Weed — 02:19 - 5. The Cloud — 03:50 - 6. Under A Tree — 05:03 - 7. The Maelstrom — 01:56 - 8. The Ballad Of The Space Babies — 03:06 - 9. Unknowable Geometry — 04:02 | - 10. Bones McCoy — 02:06 - 11. Ode To A Room — 01:43 - 12. The Prettiest Remix — 00:56 - 13. The Whirling Infinite — 02:30 - 14. Little Furnace — 03:25 - 15. Bonus Track Intro — 00:01 - 16. Cabin Music (Bonus Track) — 02:39 - 17. Battles 1(Bonus Track) — 00:48 - 18. Battles 2 (Bonus Track) — 00:35 | - 19. Com64 (Bonus Track) — 01:21 - 20. Mushrooms (Bonus Track) — 02:15 - 21. Death To Everyone (Bonus Track) — 01:13 - 22. Confronting The Wolf (Bonus Track) — 01:20 - 23. Up A Mountain (Bonus Track) — 01:28 - 24. Activating Trigons (Bonus Track) — 01:23 - 25. How We Get Old (Bonus Track) — 05:21 - 26. And We Got Older — 04:47 - 27. Bonus Track Outro — 00:02 |

## Критика
| Сводный рейтинг    | Сводный рейтинг                          |
| Агрегатор          | Оценка                                   |
| ------------------ | ---------------------------------------- |
| Metacritic         | 83/100 (ПК) 80/100 (Switch) 86/100 (iOS) |
| Иноязычные издания |                                          |
| Издание            | Оценка                                   |
| Destructoid        | [ 23 ]                                   |
| Eurogamer          | 90 %                                     |
| Switch Player      | [ 25 ]                                   |
| Metro GameCentral  | 8/10                                     |
| CD-Action          | 85 %                                     |
| PC Gamer           | 7/10                                     |

Оценки Superbrothers Sword & Sworcery EP можно охарактеризовать в целом, как положительные. Средняя оценка по версии агрегатора Metacritic варьируется от 83 до 86 баллов из 100 возможных в зависимости от платформы.
Критик сайта Multiplayer заметил, что Sword & Sworcery EP — эта одна из тех игр, которая подойдёт настоящим геймерам, позволит им насладиться подлинным маленьким произведением искусства. Сама игра представляет собой графическое приключение, во многом похожее на старый жанр игр, но главным образом, обладающее модернизированным интерфейсом. При наличии некоторых динамичных элементов в виде драк, где требуется поворачивать устройство, в целом Sword & Sworcery EP — это созерцательная игра, созданная с упором на головоломки, порой слишком абстрактные. Критик подытожил, что Sword & Sworcery EP стала в итоге одной из лучших инди-игр в последние годы, которая хорошо играется в независимости от платформы. Критик сайта Eurogamer признал в Sword & Sworcery EP образец искусства, при всём своём нежелании объединять данное понятие с видеоиграми, которые принято рассматривать, как чисто коммерческие и развлекательные продукты. Тем не менее критик признал игру гениальным произведением, созданным с большой любовью и заметил, что пожалуй опробовал лучшею игру на iPad. Сам игровой процесс рецензент назвал постмодернистской реинтерпретацией серии игр The Legend of Zelda с необычным переосмыслением достаточно архетипической истории. Обозреватель заметил, что многие игры скрывают за ретро-пиксельной графикой скудный игровой процесс, однако Sword & Sworcery EP напомнила критику самые грандиозные приключения эпохи Commodore 64.
Критик сайта Gameblog назвал игру шедевром, самородком, который навсегда останется в сердце игрока, и данью таким играм, как Zelda, Ico, Shadow of the Colossus и Another World. Сам представленный мир по мнению критика напоминает таковой из «Принцессы Мононоке», он одновременно враждебен, но и поражает своей красотой, а пиксельная графика оставляет только почву для дополнительного воображения. Критик также признался, что был настолько впечатлён саундтреком, что сразу же после игрового сеанса купил его в iTunes. Рецензент также похвалил игру за её юмор, заметив, как атмосфера в игре колеблется между серьёзностью и спорадическими лёгкими моментами.
Некоторые критики оставили более сдержанные отзывы, например представитель COGconnected указал на то, что при всей своей очаровательной истории и отличными головоломками, игра предлагает неудачные средства управления и механику сражений. Критик сайта Nintendo Life заметил, что Sword & Sworcery EP — это скорее продуманный, наводящий на размышления и художественный опыт, однако он не совсем преуспевает в задании выступать развлекательным продуктом, предлагая короткое и претенциозное и лишённое простых радостей прохождение.

## Популярность и влияние
После выхода Sword & Sworcery взлетела в чартах продаж и получила похвалу со стороны всей индустрии видеоигр. Игра была признана феноменом в ещё тогда молодой индустрии мобильных игр, Sword & Sworcery ждал как и критический, так и коммерческий успех. По итогам 2013 года, всего было продано 1,5 миллионов копий игры. Sword & Sworcery также выиграла премию за визуальные эффекты на фестивале IndieCade в 2011 году.
Успех игры связывался с её необычным стилем и игровым процессом, сочетающим простую пиксельную графику и игровой жанр, напоминающий по признанному мнению такие классически и фентезийные приключения, как The Legend of Zelda. В отличие от большинства популярных мобильных игр, Sword & Sworcery не была клонирована, так как её привлекательность достигалась за счёт общего антуража, а не конкретной игровой механики. Игра считается одной из первых высокостилизованных игр созданных для смартфонов. Даже по состоянию на 2016 года, игра по прежнему выделялась своей оригинальностью. Sword & Sworcery тем не менее оказала значительное влияние на развитие игровой инди-сцены, в частности разработчики культовой игры Monument Valley утверждали, что вдохновлялись Sword & Sworcery. Выпуск игры принёс ещё большую известность Capybara Games, наделив её статусом одной из самых уважаемых независимых студий в игроиндустрии, которая продолжила выпускать игры, в том числе и их успешные тайтлы Super Time Force или Below.
В 2015 году Анита Саркисян, американская феминистка и общественная деятельница, известная критикой сексуальной объективация женских персонажей в культуре видеоигр, посвятила видеоролик игре Sword & Sworcery в рамках сериала «Тропы против женщин в видеоиграх», где упомянула скифку в качестве положительного примера презентации женского персонажа, она обладает стереотипными «гиперсексуальными» женскими атрибутами и существует прежде всего, как самостоятельный персонаж, а не, «как чья-то сестра, жена или дочь».
Sword & Sworcery стала одним из ранних образцов медлительной и созерцательной игры, с полноценным музыкальным сопровождением. Такую формулу начнут в будущем повторять многие инди-игры, а именно это стало вероятной причиной такой популярности игры. Крейг Адамс связывал успех с тем, что его команде удалось создать дизайн, «имевший свои темп и пространство, в котором могли бы просачиваться интересные мысли, а музыка Джима могла творить чудеса».
Адамс временно покинул инди-сцену, утверждая, что работает над неназванным проектом, являющимся продолжением Sword & Sworcery и имеющем уже трёхмерную графику.
Летом 2018 года, благодаря уязвимости в защите Steam Web API, стало известно, что точное количество пользователей сервиса Steam, которые играли в игру хотя бы один раз, составляет 439 828 человек.